# Tim DeBoom
Tim DeBoom (4 november 1970) is professioneel Amerikaans triatleet.
DeBoom begon in 1992 met triatlons. In 1993 en 1994 behaalde hij de titel "National Amateur Champion" en was door het tijdschrift "Triatlon Magazine" uitgeroepen tot "amateur van het jaar". Hij werd professioneel triatleet in 1995.
Vanaf 1999 kwam hij in de schijnwerpers te staan door derde te worden op de Ironman Hawaï. Deze wedstrijd won hij tweemaal (2001, 2002).
DeBoom is afgestudeerd in fysiologie en anatomie. Hij is getrouwd met triatlete Nicole DeBoom. Ook zijn broer Tony DeBoom is een actieve triatleet.

## Titels
- Wereldkampioen triatlon op de Ironman-afstand - 2001, 2002
- Amerikaans amateur triatlonkampioen - 1993, 1994

## Onderscheidingen
- Triathlon magazine Amateur Athlete of the Year - 1994

## Palmares

### triatlon
- 1995: DNF Pan-Amerikaanse Spelen in Mar del Plata
- 1995: 25e WK olympische afstand in Cancún - 1:52.31
- 1995: 10e Ironman Hawaï - 8:38.17
- 1996: 21e Ironman Hawaï - 8:54.31
- 1997: 11e Ironman Hawaï - 8:50.23
- 1998: 4e Ironman New Zealand - 8:50.25
- 1998: 4e WK lange afstand op Sado - 5:55.04
- 1998: 10e Ironman Hawaï - 8:48.59
- 1999:  Ironman New Zealand - 8:32.41
- 1999: 5e Pan-Amerikaanse Spelen in Winnipeg - 1:49.50
- 1999: 7e Wildflower - 4:18.40
- 1999:  Ironman Hawaï - 8:25.42
- 2000:  Ironman Austria - 8:08.55
- 2000:  Ironman Hawaï - 8:31.18
- 2001:  Ironman Californië - 8:22.14
- 2001:  Ironman Hawaï - 8:31.18
- 2002:  Laguna Phuket Triathlon
- 2002: 4e Ironman 70.3 California - 3:49.42
- 2002:  Ironman Hawaï - 8:29.56
- 2003:  Wildflower - 4:04.21
- 2003:  Ironman 70.3 California - 3:58.42
- 2003:  Ironman 70.3 Eagleman - 3:54.15
- 2003: DNF Ironman Hawaï
- 2004:  Auburn International Triathlon - 4:28.52
- 2004:  EK lange afstand - 8:18.47
- 2004:  World's Toughest Half - 4:28.52
- 2004: 12e Ironman Hawaï - 9:07.12
- 2005: 6e Ironman 70.3 St. Croix - 4:18.06
- 2005: 6e Ironman France - 9:25.41
- 2006:  Ironman Arizona - 8:27.39
- 2007:  Ironman Arizona - 8:26.04
- 2007: 4e Ironman Hawaï - 8:22.33
- 2009: 6e Ironman Australia - 8:39.47
- 2009: 11e Ironman 70.3 Kansas - 4:04.32
- 2009: DNF Ironman Hawaï

1978 Gordon Haller ·
1979 Tom Warren ·
1980 Dave Scott ·
1981 John Howard ·
1982 (feb.) Scott Tinley ·
1982 (okt.) Dave Scott ·
1983 Dave Scott ·
1984 Dave Scott ·
1985 Scott Tinley ·
1986 Dave Scott ·
1987 Dave Scott ·
1988 Scott Molina ·
1989 Mark Allen ·
1990 Mark Allen ·
1991 Mark Allen ·
1992 Mark Allen ·
1993 Mark Allen ·
1994 Greg Welch ·
1995 Mark Allen ·
1996 Luc Van Lierde ·
1997 Thomas Hellriegel ·
1998 Peter Reid ·
1999 Luc Van Lierde ·
2000 Peter Reid ·
2001 Tim DeBoom ·
2002 Tim DeBoom ·
2003 Peter Reid ·
2004 Normann Stadler ·
2005 Faris Al-Sultan ·
2006 Normann Stadler ·
2007 Chris McCormack ·
2008 Craig Alexander ·
2009 Craig Alexander ·
2010 Chris McCormack ·
2011 Craig Alexander ·
2012 Sebastian Kienle ·
2013 Frederik Van Lierde ·
2014 Pete Jacobs ·
2015 Jan Frodeno ·
2016 Jan Frodeno ·
2017 Patrick Lange ·
2018 Patrick Lange ·
2019 Jan Frodeno